# 抗日パルチザン
抗日パルチザン（こうにちパルチザン）とは、かつて日本の支配地域（植民地や準植民地、占領地等）で行われた主に共産党系の非正規軍の闘争、パルチザン活動、中国の東北地方における朝鮮独立運動を指す。朝鮮民主主義人民共和国の建国神話における名目上の正当性の根拠とされた。

## シベリアの抗日パルチザン

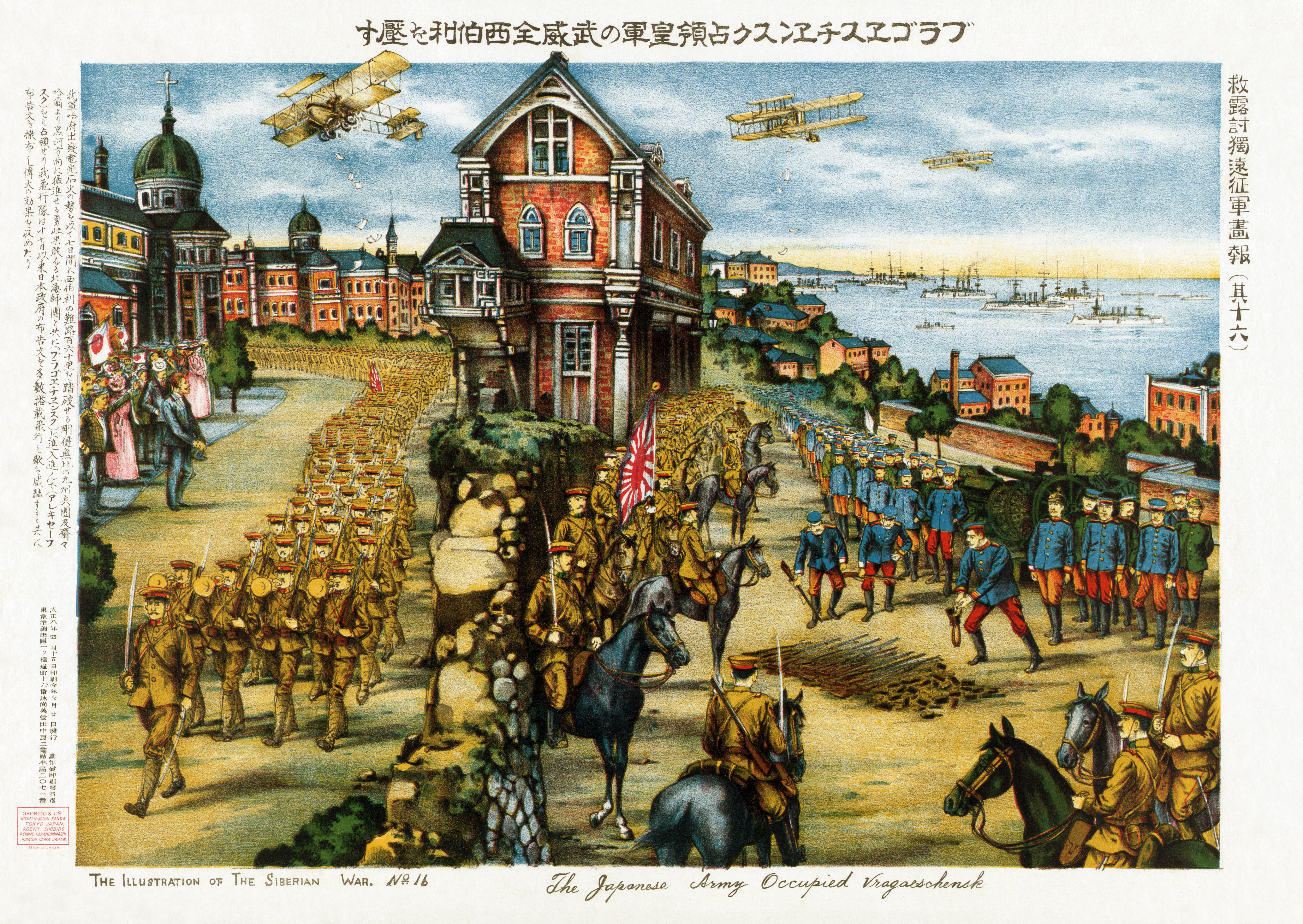
シベリア出兵においてブラゴヴェシチェンスクに入城する日本軍を描いた作品。『救露討獨遠征軍画報』より

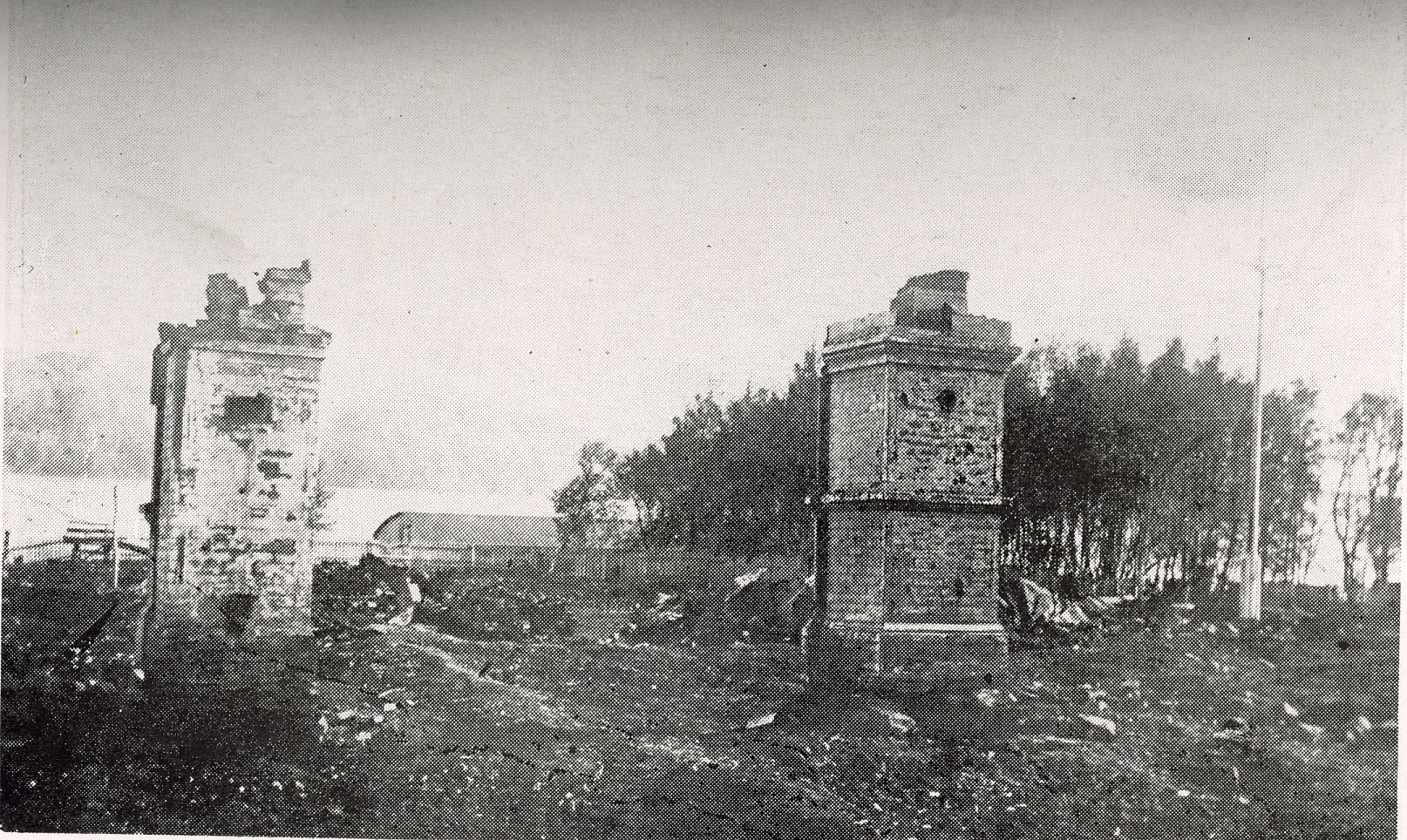
尼港事件でパルチザンの攻撃を受け焼け落ちたニコラエフスク日本領事館

ロシア革命によって混乱に陥ったシベリアへ、連合国の一員として日本軍が出兵中、赤軍に協力して、多数のパルチザン部隊が結成された。（詳しくは、シベリア出兵を参照）
ドミートリイ・ショスタコーヴィチの交響詩『十月革命』には、『パルチザンの歌』（または『谷を渡り丘を越え』）が取り入れられている。この歌は、日本では『野を越え山を越えて』という題名で知られるが、赤軍パルチザンが、最後に残った沿海州の白軍を打ち砕き、ついに太平洋にまで達した戦いを歌ったものだ。1922年の末、白軍の崩壊を見届けた日本軍がウラジオストクから撤退することによって、ロシア内戦は終結したのである。
元々、ロシアにおける「パルチザン」という言葉は、本隊に対する別働隊（遊撃隊）を意味する軍事用語だったが、十月革命の主体となったボリシェヴィキが、支持派の非正規軍を好んでパルチザンと称したため、この当時から日本でも、共産主義と結びつけて使われることが多くなった。
沿海州を中心にシベリアには多くの高麗人が住んでいて、ロシア国籍を持つものも多かった。彼らの中には、徴兵で独ソ戦を戦った後に帰還し、パルチザン部隊を立ち上げる者もいた。
また、義兵闘争のころから沿海州に逃れ、独立運動をくりひろげてきた朝鮮人亡命者も多く、その一人である李東輝が上海臨時政府の国務総理になり、レーニンから資金援助を得たこともあって、高麗人パルチザンは抗日独立の旗をかかげていた。中でも朝鮮系ロシア人革命家の朴イリア（朴エルリア）率いるサハリン部隊は、1920年（大正9年）、尼港事件の襲撃に加わって有名になった。中国政府の調べでは尼港事件における赤軍パルチザン4,300人のうち、朝鮮人が1,000人を占めていた。
もっともこの尼港事件により、日本における当時のパルチザンの一般的なイメージは、匪賊と変わらないとする方向へ傾いた。
この時期、ロシア領で生まれた高麗人だけではなく、独立武装闘争を志して新たに参入する朝鮮人も多く、その中では現役の日本陸軍騎兵中尉でありながら脱走し、1920年代の前半、主にスーチャンのパルチザン部隊を率いて白軍と戦った金擎天が名高い。彼は直接日本軍と戦ったわけではなかったが、状況からして、赤軍に協力することが独立闘争だと認識されていた。尼港（ニコライエフスク）での日本人を含む民間人大量虐殺に見るように、暴虐な一旗組も多かった中で、擎天の率いるパルチザン部隊は際だって規律正しく、この時期、駐留日本軍との表だった軋轢は避けたかった赤軍指導者の賞賛をも受けていた。独立運動の闘士として、朝鮮半島内でも大きく報道され、インタビュー記事も載った。

## 満洲の抗日パルチザン

### 中国共産党に吸収されたパルチザン
1922年（大正11年）の末、日本軍の撤退を受けたシベリアは、ソビエト共産党によって掌握され、日本との関係修復のために、独立をめざす朝鮮人パルチザンは武装解除された。それにともない、多くの朝鮮人が満洲に移動して独立運動の継続を試みたが、シベリアでのロシア革命にともなった経験もあり、共産主義者となった者も多数いた。彼らは、1923年（大正12年）以降、延吉県、磐石県を中心に結集し、共産主義青年組織を立ち上げた。一方、朝鮮半島内でも朝鮮共産党が結成されていたが、第1次朝鮮共産党事件により満洲へ亡命するものもあり、取り締まりのゆるやかな満洲での活動が活発化した。
しかし、朝鮮の共産党は内紛が激しく、満洲では民族派（右派）独立軍とも競合し、暗殺をまじえた激しい内部抗争のために、抗日活動はさほど盛り上がらなかった。
1930年（昭和5年）、コミンテルンの意向があり、満洲の朝鮮共産党は、中国共産党に吸収されることとなる。中国共産党満洲省委は、この方針に基づき「赤い五月」行動を指令した。朝鮮族の多い間島では、どれほど熱心にこの指令を実行するかで、朝鮮人の中国共産党入党の可否を決める、というような方針があり、間島五・三〇事件（間島暴動）が発生する。最初に行動を起こした部隊を率いていた人物の一人は、金一星（キム・イルソン）という龍井の大成中学生だった。この暴動は断続的に翌年の春まで続くが、襲撃されたのは電気会社や鉄橋などの日本の施設と、富裕な朝鮮人・中国人で、100人を超える犠牲者もすべて朝鮮人・中国人だった。
1932年（昭和7年）、関東軍の支配下で満洲国が成立すると、満洲全土で、反満抗日を旗印にかかげる武装団体が立ち上がった。東北軍閥、馬賊、宗教系武装団、朝鮮人民族主義者の独立武装団、そして、朝鮮人を含む中国共産党パルチザンである。共産党系のパルチザンは当初ごく少数だったが、満洲国側の巧みな宣撫、掃討、帰順工作、政策（集団部落の創設）により、他の武装団体が衰弱、消滅していった中で、その残党を吸収しつつ一番長く満洲に残ったが、それによって、日本側からは共匪と呼ばれる匪賊の一種にもなった。
1932年（昭和7年）の春、中国共産党磐石県委員会が朝鮮人20人あまりで軍事部を作ったのが、満洲で最初のパルチザンだった。同年のうちに、この部隊は230人あまりに膨らんだ。とはいえ、当初は勢力拡大に専心し、またそれにともなう内紛もあって、目立った戦闘は行っていなかった。翌1933年（昭和8年）には、中央の司令で、満洲各地に人民革命軍を創設する運びとなり、磐石県パルチザンが核となって、馬賊を抱き込むなどで人数を増やし、通化県へと地域も拡大していき、数百から千人内外の東北人民革命軍第一軍が成立した。
さらに1934年（昭和9年）から1935年（昭和10年）ころには、満洲東部に第二軍、第五軍が設立され、北部には第三、四、六〜十一軍が編成された。
間島においては、1930年（昭和5年）の暴動に引き続き、朝鮮人共産主義者がごく狭い地域でソビエト政府を標榜して、「土地私有廃止、共同労働、共同生活」を唱えて騒動をまき起こしたりもしていたのである。このように、1932年（昭和7年）の初めころからパルチザンの小部隊が散在し、中国共産党による組織化は遅れたが、パルチザンの核はすでにできていた。共産主義者の詩人・槇村浩が、高知市にいながら日本共産党の機関紙・無産者新聞の記事を見て、想像によって『間島パルチザンの歌』を作り、「プロレタリア文学」に発表したのが1932年（昭和7年）の春である。
東北人民革命軍は二度ほど朝鮮半島内に侵攻しているが、もっとも世間を騒がせたのが東興事件である。1935年（昭和10年）2月、第一軍の第一独立師200人ほどが、朝鮮人の隊長・李紅光に率いられ、西間島を南下し、氷結した鴨緑江を渡って、平安北道厚昌郡東興邑を襲撃した。民間人を殺害し、金品を略奪して、朝鮮人資産家の家に放火し、16人を拉致して引き上げたが、隊長の李紅光は若い女性であるという噂が流れ、話題になった。
東北人民革命軍は資金が欠乏していたためか、東興事件のように、略奪・拉致を常としていて、『間島パルチザンの歌』のイメージからはほど遠かった。また、内紛も多く「民生団事件」では400名あまりの朝鮮人隊員が粛清されたといわれる。民生団とは、1932年（昭和7年）に朝鮮総督府が間島に発足させた民族主義反共朝鮮人組織だったが、うまく機能せず、同年の内に解体していた。したがって、事件がはじまった時点では存在していなかったのだが、人民革命軍は、結局は中国共産党の組織であり、数が多いにもかかわらず、朝鮮人隊員は排斥、疎外される傾向にあったのである。
1935年（昭和10年）に東北人民革命軍第一軍師長兼参謀長の李紅光は戦死するが李紅光支隊は通化事件などで活躍する。

### 間島の金日成

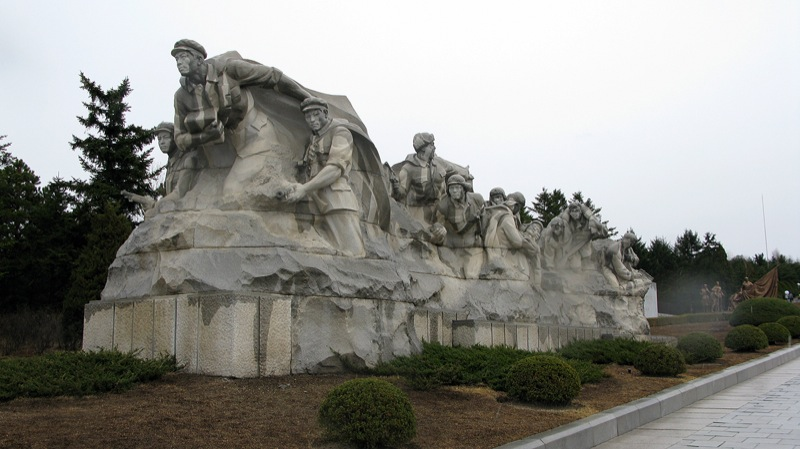
北朝鮮大成山革命烈士陵にある抗日パルチザン群像

1935年（昭和10年）、中国共産党中央は、コミンテルンの人民戦線統一戦略に基づき、東北人民革命軍を、あらゆる反日抗満武装団との合作をめざし再編する方針を打ち出した。したがって、共産主義には属さない武装団体も、抗日の一点で一致すれば、共闘し、吸収することをめざすこととなった。
さらには、民生団事件による消耗もあって、東北人民革命軍は、1936年（昭和11年）の春ころより、東北抗日聯軍に再編された。ここから、金日成のパルチザン（のちの朝鮮労働党満洲派、別名「国外パルチザン派」）活動が本格的に始まったとされる。
なお、東北抗日聯軍は民生団事件の反省から、中国共産党への朝鮮人支持基盤をつなぎとめる方策として、在満韓人祖国光復会 を組織する方針をたてた。それに基づき、金日成部隊は咸鏡南道甲山郡を中心に活動していた共産主義グループ（のちの朝鮮労働党甲山派、別名「国内パルチザン派」）と連絡をとり、共闘関係を築いた。甲山グループは、右派（反共・民族主義系）・左派・武闘派・穏健派問わず、朝鮮独立を謳っていた政治団体の多くが朝鮮半島の外で活動する中で、唯一、朝鮮に留まり活動していた事で、独立を羨望する朝鮮人の中でも一目置かれていたともいわれる。
東北抗日聯軍のパルチザン活動の中で、もっとも注目を集めたとされるのが、1937年（昭和12年）の普天堡の戦いだが、甲山グループの手引きで成功したこの襲撃は、略奪、拉致、放火を伴い、東北人民革命軍のころと変わっていない。徐大粛著『金日成　思想と政治体制』によれば、「金日成部隊の兵力補充は、中国人苦力および朝鮮人農民を徴用し、村や町を襲撃するたびに人質にとった若者に訓練を施しては兵士に仕立てた。また食料の調達でもっとも一般的なのは、人質をとって富裕な朝鮮人に金を強要する方法だった。求めに応じない場合には、人質の耳を切り落とすと脅し、それでも応じない場合には首をはねるといって人々を恐怖に陥れた」ということである。
確かに金日成のパルチザン活動は、朝鮮半島で大きく報道されたが、「おおむねその蛮行、略奪を非難する内容で、襲われる満洲の朝鮮人農民の苦しみに同情を寄せたものが多かった」状態で、決して英雄扱いではなかった。それには、シベリアの金擎天のころとは事情がちがい、朝鮮総督府の報道検閲が厳しくなっていたこともあった。
戦闘、補給困難、脱走、帰順などで、東北抗日聯軍は消耗していき、金日成を含んだ残党はソ連領に逃げ込んだ。彼らは第88独立狙撃旅団 (ソ連軍)に編入されたが、対日戦に参加することはなく、北朝鮮を解放したのはソ連だった。

## 北朝鮮の満洲派パルチザン

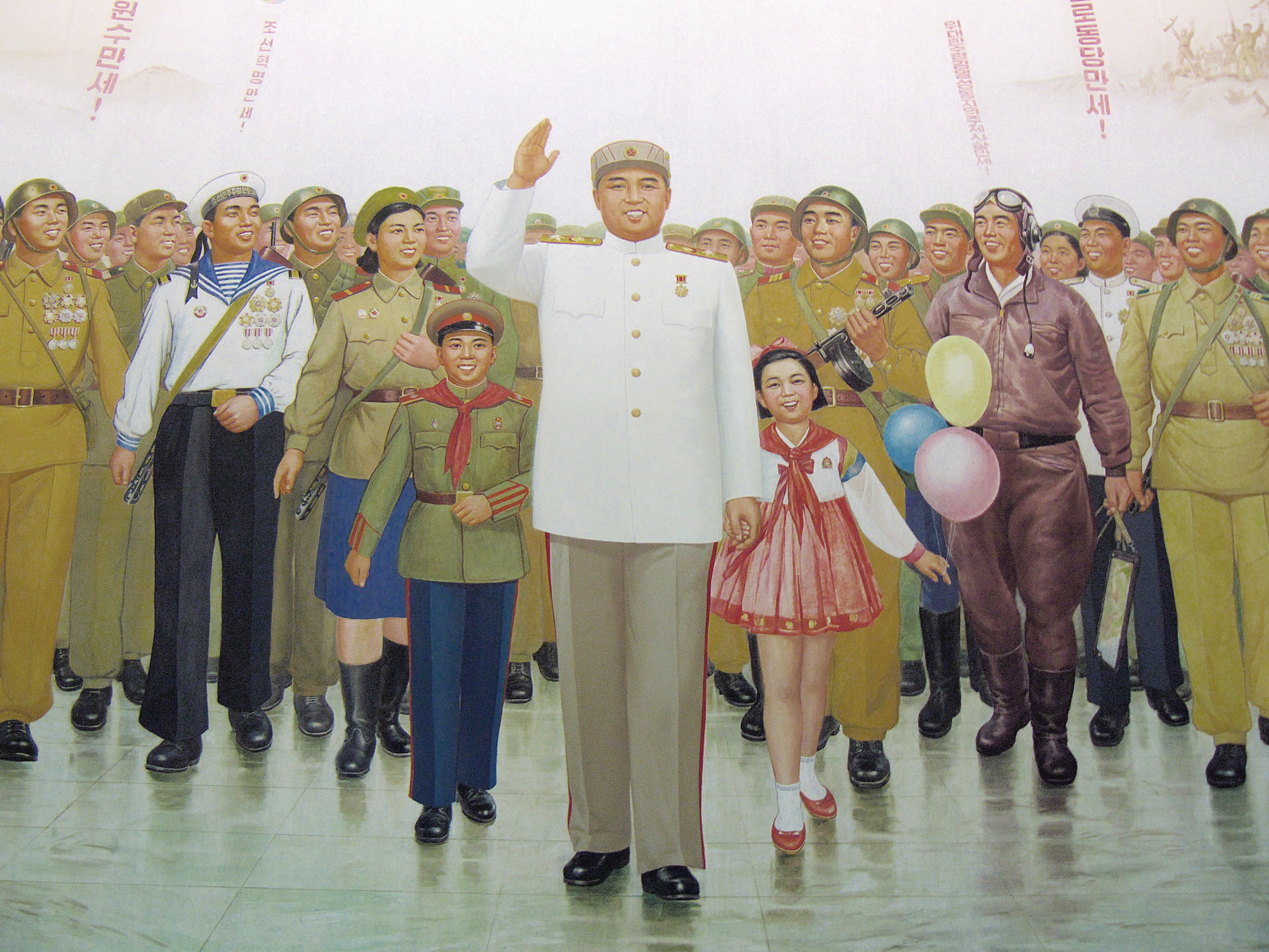
平壌の祖国解放戦争勝利記念館に掲げられた金日成将軍の絵

金日成を中心とする満洲派パルチザンは、ソ連軍が占領した朝鮮半島北部へ入り、北朝鮮建国の中核となった（詳しくは、朝鮮民主主義人民共和国の歴史を参照）。
解放後の1945年（昭和20年）10月14日に、北朝鮮に進軍したソ連軍は、金日成を国の指導者（革命家）として平壌市民に紹介したが、「1920年代に活躍した闘士ならとっくに銀髪であるはずなのに」といぶかる者が多かったという。
もともと日本統治時代の朝鮮には、独立武装闘争をくりひろげる「キム・イルソン将軍伝説」があり、「日本陸軍士官学校を出ている」「義兵闘争のころから1920年代まで活躍した」「縮地の法を使い、白馬に乗って野山を駆けた」「白頭山を根城にして日本軍と戦った」「ロシア・満洲　満洲・朝鮮半島の国境付近で抗日闘争をしていた」などといわれていた。この伝説にあやかり、金成柱は1930年（昭和5年）以降のある時点から、金日成という仮名を使っていた。
「金日成偽者説」を否定した和田春樹も「『満州事変』の開始とともに、武装闘争をめざした彼は、そのために本名の金成柱を隠し、間島地方に流れる伝説上の英雄の名、金日成を名乗るにいたったものと考えられる」と述べている。